# Матвейково (городской округ Истра)

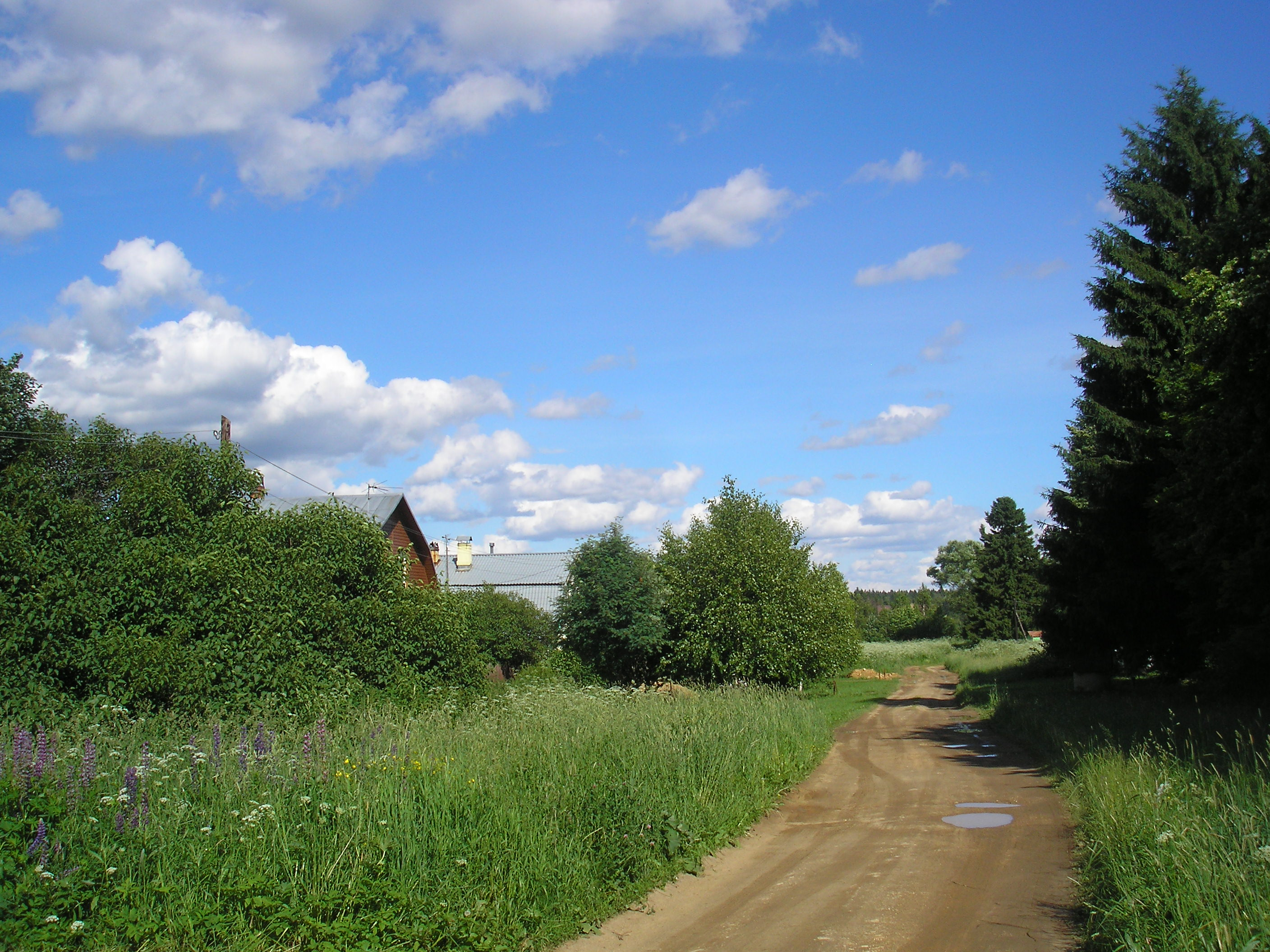

Матвейково — деревня, расположенная в Бужаровском сельском поселении Истринского района Московской области. Население — 0 чел. (2010). В деревне 1 улица — Солнечная, зарегистрировано 5 садовых товариществ.
Находится примерно в 11 км на север от Истры, высота над уровнем моря 189 м.

## Население
| 2002 | 2006 | 2010 |
| ---- | ---- | ---- |
| 2    | ↘1   | ↘0   |